# Headlines (Friendship Never Ends)
"Headlines (Friendship Never Ends)" é uma canção do girl group britânico Spice Girls. Foi co-escrito pelas integrantes do conjunto, com Richard Stannard e Matt Rowe, enquanto foi produzido pelos dois últimos. Foi lançado como primeiro e único single do álbum Greatest Hits em 5 de novembro de 2007, pela Virgin Records. A música foi o primeiro single lançado com a formação original do grupo desde que Geri Halliwell, saiu em 1998. Foi também o single oficial do Children in Need de 2007.
"Headlines (Friendship Never Ends)" é uma balada midtempo, que liricamente fala sobre o grupo ter se reunido e sobre sua amizade ao longo de mais de uma década. A música recebeu comentários em sua maioria mistos dos críticos de música, com alguns chamando-a de "clássico" do grupo, enquanto outros achavam que não era bom o suficiente. "Headlines (Friendship Never Ends)" foi um sucesso moderado em todo o mundo, atingindo o número onze na parada de singles do Reino Unido, tornando-se o primeiro single do grupo a não atingir o ficar entre os dez maiores. No entanto, alcançou o top-três na Itália, Escócia, Espanha e Suécia.
O videoclipe de acompanhamento da música, foi dirigido por Anthony Mandler no Pinewood Studios e estreou no início de novembro de 2007. O vídeo retrata as meninas em uma sala senhorial, com paredes de ameixa e móveis antigos, usando vestidos desenhados por Roberto Cavalli. "Headlines (Friendship Never Ends)" foi cantado pelo grupo no Victoria's Secret Fashion Show e Children in Need, ambos em 2007, bem como na turnê de reunião do grupo Return of the Spice Girls, que ocorreu entre 2007 e 2008.

## Antecedentes
"Parece fazer um pouco do passado. Você sente essa sensação. As outras garotas começaram mais tarde, adicionando letras. É mágico. Antes de termos chegado ao último sim de todas, nós meio que começamos a colocar as palavras."

—Geri Halliwell falando sobre o desenvolvimento da música.
O plano de uma reunião das Spice Girls foi confirmado por Mel B, em junho de 2005. Ela afirmou: "Vamos voltar, porque todas nós queremos. Eu sei que todas estão preparadas para isso. Haverá um álbum de grandes sucessos e temos muitas músicas novas que ninguém ainda ouviu". Em 28 de junho de 2007, o grupo realizou uma coletiva de imprensa no The O2 Arena, revelando sua intenção de se reunir. Durante a conferência, o grupo confirmou sua intenção de embarcar em uma turnê mundial de shows, começando por Vancouver, em 2 de dezembro de 2007. "Eu quero ser uma Spice Girl novamente. Somos como irmãs e nós temos nossos desentendimentos, mas no final do dia voltamos a ficar juntas", disse Emma Bunton, enquanto Melanie Chisholm comentou que a turnê "será em um momento bem apropriado". Um Adeus digno aos nossos fãs". Com o retorno do grupo, o single "Headlines (Friendship Never Ends)", foi anunciado como single oficial do Children in Need de 2007, e lançado nas rádios em 23 de outubro, enquanto foi lançado digitalmente em 5 de novembro e comercialmente em 19 de novembro de 2007.
Geri Halliwell descreveu o single como uma "grande música de amor" e "um clássico das Spice Girls". Chisholm, em sua aparição em 2008 no Never Mind The Buzzcocks, comentou que achava que a música não era boa, e que, pelo menos, ela estava contra o lançamento de qualquer novo material enquanto a gravadora comercializasse o álbum Greatest Hits. Ela diria mais tarde: "As atenções se voltaram a mim, realmente entramos em nosso próprio lugar quando visitamos, e realmente se sentimos à vontade no palco".

## Composição
"Headlines (Friendship Never Ends)" foi escrito pelas Spice Girls, juntamente com Richard Stannard e Matt Rowe, que também produziram a música. Musicalmente, "Headlines (Friendship Never Ends)" é uma balada midtempo. Está descrito na nota de dó sustenido menor, e se move em ritmo lento de 76 batimentos por minuto. Liricamente, fala sobre a reunião do grupo, principalmente falando sobre a amizade ao longo de mais de uma década juntas. Elas cantam: "Vamos fazer as manchetes em alto e bom som / E vou contar ao mundo questou dando tudo isso pra você / Vamos fazer as manchetes com clareza / A melhor coisa de repente acontece quando você está aqui". A música é construída em torno de guitarra acústica, ritmos sincopados e vocais de estilo crooner.
De acordo com Spence D. da IGN, a música "se encaixa perfeitamente no molde dos lançamentos anteriores das meninas dessa variante de ritmos", como "2 Become 1" e "Viva Forever". Ele comentou: "se não tivesse sido escolhido como uma nova faixa, você poderia facilmente jurar que era um "B-side" perdido de um dos álbuns anteriores". Para Nick Levine da Digital Spy, o single de retorno é tão moderno e moderno como o sentido do vestido de Jeremy Clarkson: o simples loop de bateria poderia ter sido estabelecido enquanto elas estavam gravando seu álbum de estréia, os riffs de guitarra flamenca são puros "Viva Forever", que é mais velha nove anos do que a atual faixa".

## Recepção

### Critica
"Headlines (Friendship Never Ends)" recebeu comentários em sua maioria mistos dos críticos de música. Talia Kraines, escrevendo para a BBC Music, foi positiva em sua revisão e chamou a música de uma "clássica balada das Spice". De acordo com um escritor do The Daily Collegian, "para os adversários, que dizem que o tempo de Spice Girls passou, duas novas músicas "Headlines (Friendship Never Ends)" e "Voodoo" podem chamar sua atenção". Nick Levine da Digital Spy, comentou em sua revisão positiva: "Headlines, não será a primeira melodia que você pulará no álbum Greatest Hits, ou com toda a honestidade, a décimo, mas como é linda, gentil, o coro melódico surge graciosamente, o sentimento que vem sobre você é inconfundível. Nostalgia é uma coisa engraçada, não é?".
A NME deu uma revisão mista e disse que a "nova balada" Headlines, "é funcional, mas carece de um certo, ahem, zig-a-zig aaaaaaargh". Stephen Thomas Erlewine da AllMusic fez uma revisão mista, pois comentou que, Juntamente com "Voodoo", é "forjável" e "sonolenta". O revisor também disse que a música "não é tão auto-referencial ou inteligente como o título sugere". No entanto, Rosie Swash, do The Guardian, apresentou uma crítica negativa, afirmando: "as Spice Girls nunca foram o grupo mais sincero de mulheres e entre uma melodia e uma letra inteiramente esquecíveis que circulam em círculos de porcaria sobre alcançar sua alma e o tempo sendo agora ou nunca", concluindo que o maior som que a música fez foi "o eco vazio total".

### Comercial
"Headlines (Friendship Never Ends)" foi lançado pela primeira vez no Reino Unido. A música estreou no número vinte no dia 17 de novembro de 2007 no UK Singles Chart, com base em downloads digitais. Depois de duas semanas, a música subiu e atingiu o número onze na parada, tornando-se o primeiro single do grupo a não atingir o pico dentro dos dez melhores, ou mesmo os dois primeiros. No entanto, o single conseguiu ir para o número três na parada de Singles Físicos do Reino Unido. A música estreou em seu pico de número 90 no Billboard Hot 100 dos EUA, ficando nas paradas apenas para a semana de 24 de novembro de 2007. "Headlines (Friendship Never Ends)" estrearam no número 42 no Canadian Hot 100, ficando apenas por uma semana na parada.
A música estreou no número 67 no Austrian Singles Chart, o single na parada mais baixo do grupo naquele país. A música estreou no número 52 no Dutch Single Top 100, na data de emissão em 17 de novembro de 2007. Mais tarde, caiu para o número 93 depois de uma semana, tornando-se o terceiro single do grupo a não pertencer aos os dez melhores desse país. Na data de 15 de novembro de 2007, "Headlines (Friendship Never Ends)" estreou no número três no Swedish Singles Chart, o maior single das Spice Girls desde o "Goodbye" de 1998. A música permaneceu nas paradas durante cinco semanas. A música alcançou o número dois na Itália, tornando-se um sucesso nesse país, ficando nas paradas durante sete semanas.

## Videoclipe
No episódio de Dancing With the Stars, de 15 de outubro de 2007, foi confirmado por Mel B que as Spice Girls estariam filmando um videoclipe para "Headlines (Friendship Never Ends)", na semana seguinte. A filmagem ocorreu no Pinewood Studios, em 19 de outubro de 2007, e foi dirigida por Anthony Mandler. No entanto, o vídeo foi filmado em meio a um suposto conflito entre as meninas, mas essas especulações foram negadas por Mel B, que comentou: "Nós damos risada. Foi ótimo estarmos juntas novamente" e Beckham, que observou "O que é realmente mais maravilhoso é apenas poder sair com as meninas de novo assim". Um trecho exclusivo do vídeo, foi exibido na BBC One em 2 de novembro de 2007.
O vídeo se inicia em uma sala senhorial, com paredes de ameixa e móveis antigos. Bunton abre uma grande porta preta e é seguida por Halliwell, Beckham, Mel B e Chisholm. As meninas estão vestidas com lindos vestidos ao longo do vídeo, presumivelmente desenhados por Roberto Cavalli, que desenhou os trajes para a nova turnê do grupo. As vinhetas das meninas cantando juntas e separadas são costuradas para criar uma colagem. o clipe termina com as meninas juntas, embora estejam em lugares diferentes.

## Performances ao vivo

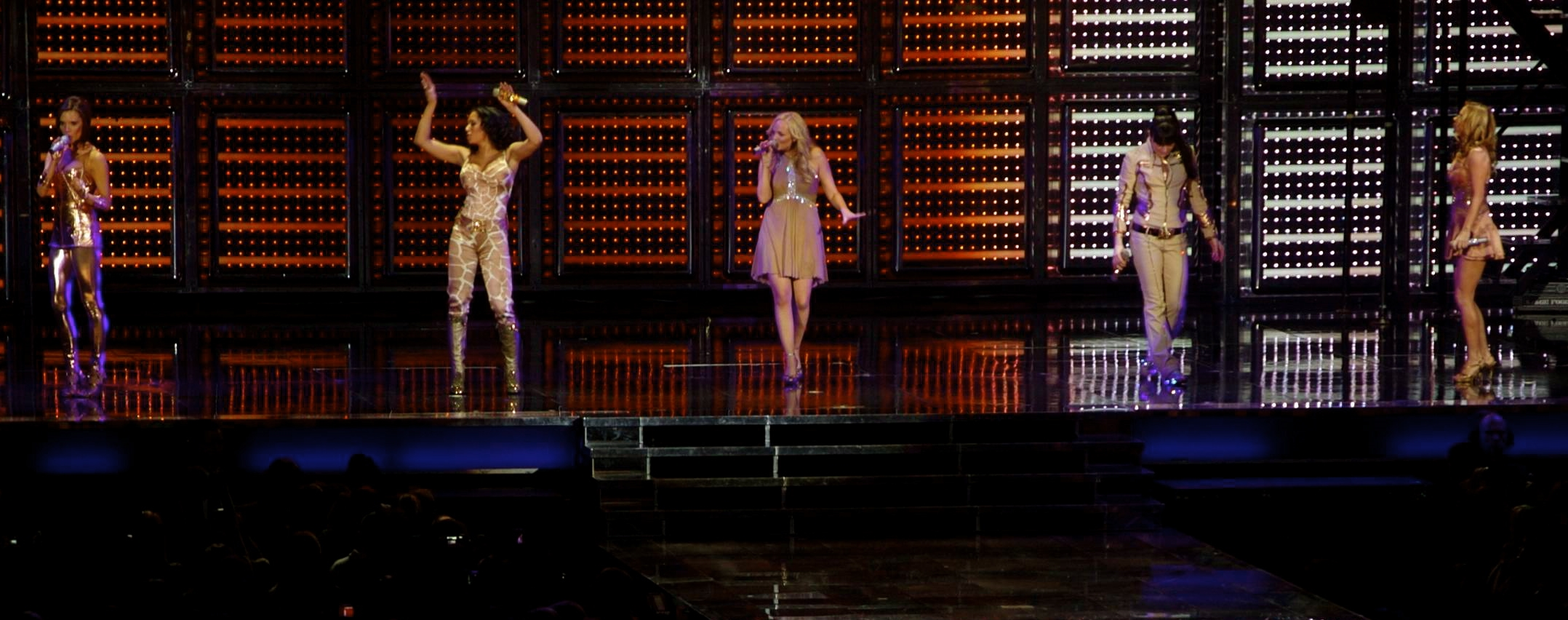
The Spice Girls in concert in Toronto

Em novembro de 2007, o grupo cantou juntas pela primeira vez em quase uma década no salão de moda da Victoria's Secret Fashion Show em 2007, realizado em Los Angeles, Califórnia. O grupo que se vestiu com roupas de temática militar cantando o antigo single "Stop" cantando-a como uma faixa de apoio, em frente a gigantescas luzes brilhantes escrita "Spice" no fundo. Em seguida, elas tocaram "Headlines", usando lindos vestidos desenhados por Roberto Cavalli, mas a performance foi excluída da transmissão de TV por razões desconhecidas. Uma performance gravada do grupo usando playback na música, vestida com roupas pretas, exibido em 17 de novembro de 2007 para a maratona Children in Need 2007. "Headlines (Friendship Never Ends)" também foi cantado na tour de reunião do grupo, Return of the Spice Girls em 2007 e 2008. Kitty Empire do The Guardian analisou o desempenho negativamente, dizendo que a música "era tão indigna de manchetes que nem sequer os fãs delas compraram".

## Faixas
- CD single[38]

1. "Headlines (Friendship Never Ends)"  - 3:28
2. "Wannabe" [Soul Seekerz 2007 Mix] - 6:56

## Créditos
- Spice Girls – Composição, vocais
- Richard Stannard - Composição, produção
- Matt Rowe - Composição, produção
- Mark "Spike" Stent – mixagem

Publicado por Kobalt Music/Sony/ATV Music Publishing/Copyright Control/Peer Music (UK) Ltd.

## Desempenho nas tabelas musicais

### Paradas semanais
| Chart (2007)                    | Maior posição |
| ------------------------------- | ------------- |
| Alemanha (Media Control Charts) | 46            |
| Austrália (ARIA)                | 74            |
| Áustria (Ö3 Austria Top 40)     | 67            |
| Bélgica (Ultratip Flanders)     | 11            |
| Bélgica (Ultratip Wallonia)     | 19            |
| Canadá (Canadian Hot 100)       | 42            |
| Escócia (OCC)                   | 7             |
| Espanha (PROMUSICAE)            | 2             |
| EUA (Billboard Hot 100)         | 90            |
| Israel (IRMA)                   | 29            |
| Itália (FIMI)                   | 2             |
| Países Baixos (Single Top 100)  | 52            |
| Reino Unido (OCC)               | 11            |
| Reino Unido (OCC)               | 3             |
| Suécia (Sverigetopplistan)      | 3             |